# Lizzano Negroamaro rosso
Il Lizzano Negroamaro rosso è un vino DOC la cui produzione è consentita nella provincia di Taranto.

## Caratteristiche organolettiche
- colore: rubino tendente al granato.
- odore: vinoso, caratteristico.
- sapore: asciutto, armonico.

## Abbinamenti consigliati
È un vino armonioso, per cui si potrebbe abbinare bene alla pasta e cozze, ai frutti di mare e ai formaggi leggeri.

## Produzione
Provincia, stagione, volume in ettolitri
- nessun dato disponibile